# マーク・ケイツビー
マーク・ケイツビー（Mark Catesby、1682年3月24日 – 1749年12月）は、イギリスの博物学者である。1731年から1743年の間に、北米の動植物の自然史の著書『カロライナ、フロリダ、バハマ諸島の自然誌』（Natural History of Carolina, Florida and the Bahama Islands）
で知られる。

## 生涯
ケイツビーはエセックス州のCastle Hedinghamに法律家で地主のジョン・ケイツビーの息子に生まれた。博物学者のジョン・レイと知り合い自然史に興味を持ち、ロンドンで自然史を学んだ。父親が死んで充分な遺産を受け取っており、アメリカに住む人物と結婚した姉とともに1712年にアメリカに渡った。西インド諸島や、バージニア植民地に住んだ後、1719年にイギリスに戻った。
バージニア植民地で、採集した標本は、園芸家のトーマス・フェアチャイルドに送ったことによって、科学者のサークルで知られるようになった。ウィリアム・シェラードの推薦で王立協会の企画したカロライナ植民地の植物採集の計画に参加した。カロライナのチャールズタウンに移住し、アメリカ大陸北東部各地、西インド諸島で植物や鳥類を採集した。標本はロンドンのハンス・スローンに送られた。1726年にイギリスに戻った。
帰国後7年かけて、著書の準備を行い、出版の資金は王立協会の会員から無利子で借りた。著書はフォリオ版（ほぼA3の大きさ）の着色された図版を用いた。自ら銅版の作り方を学び、最初の8枚の図版は植物だけが描かれたが、それ以後は植物の背景に動物の図が加えられた。第1巻は1731年に出版され、1733年に王立協会の会員に選ばれた。第2巻は1743年に完成した。1746年にアメリカの友人ジョン・バートラム等から送られた標本で補遺版が作られた。

## ケイツビーの著書の図版

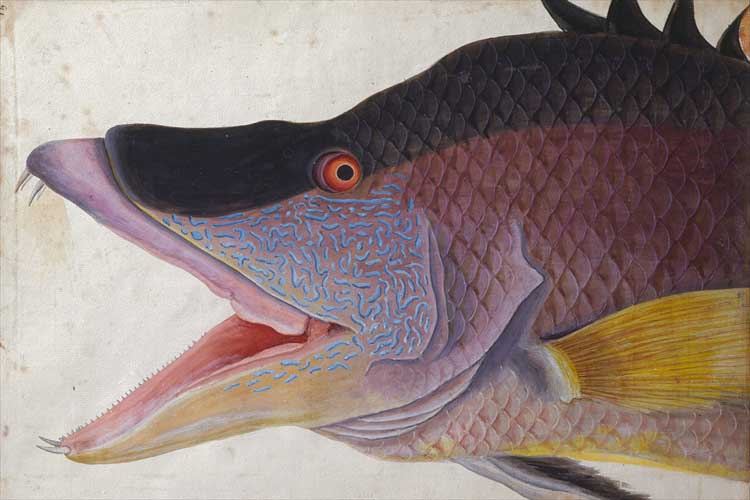
Lachnolaimus maximus, 1725
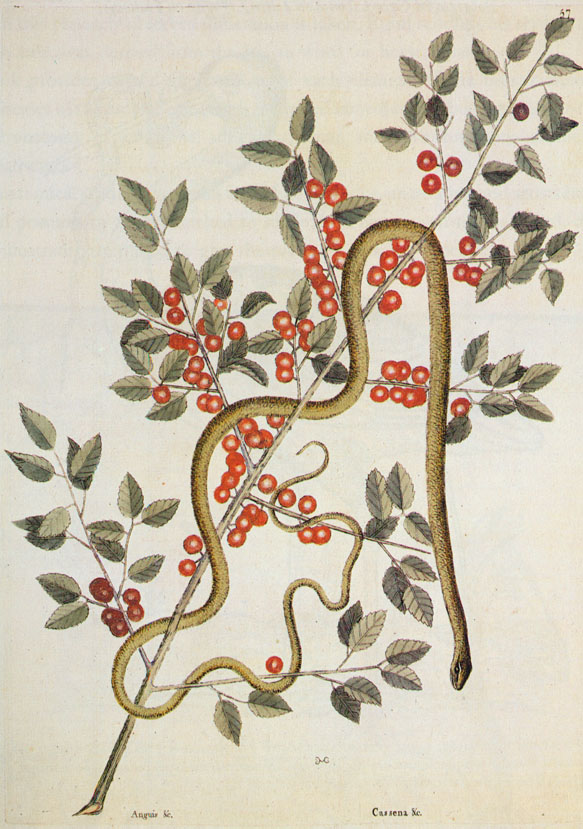
Anguinis viridis, 1743
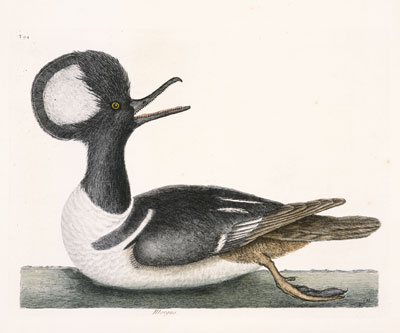
Lophodytes cucullatus, 1748
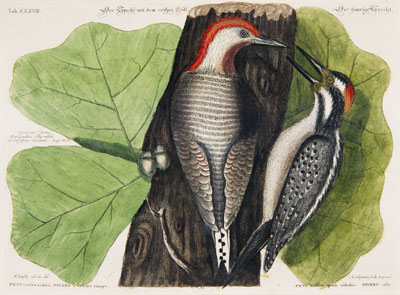
Ventre Rubro, 1749
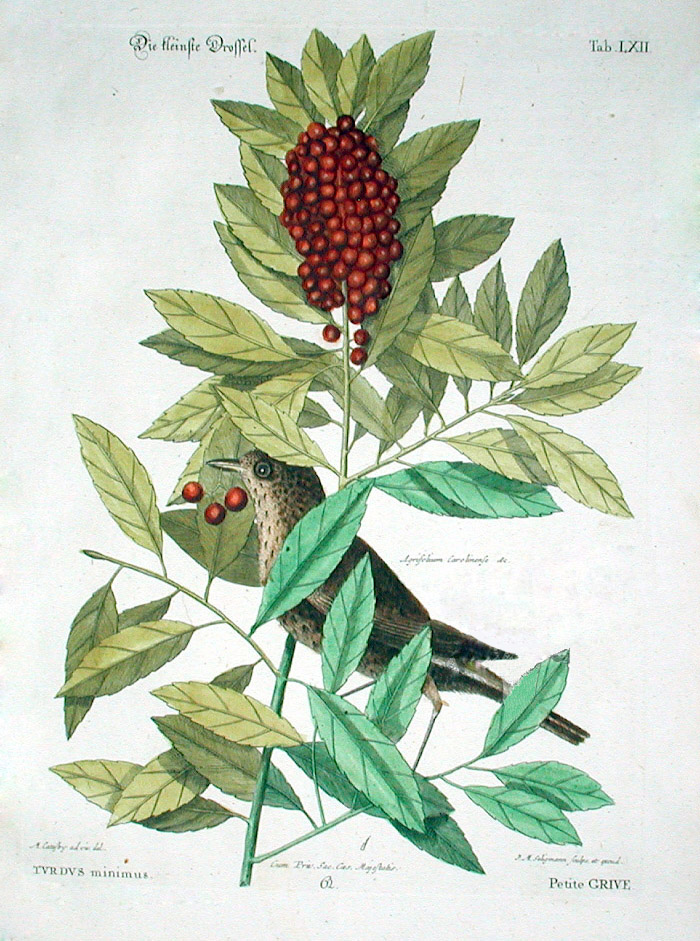
Turdus minimus, 1754
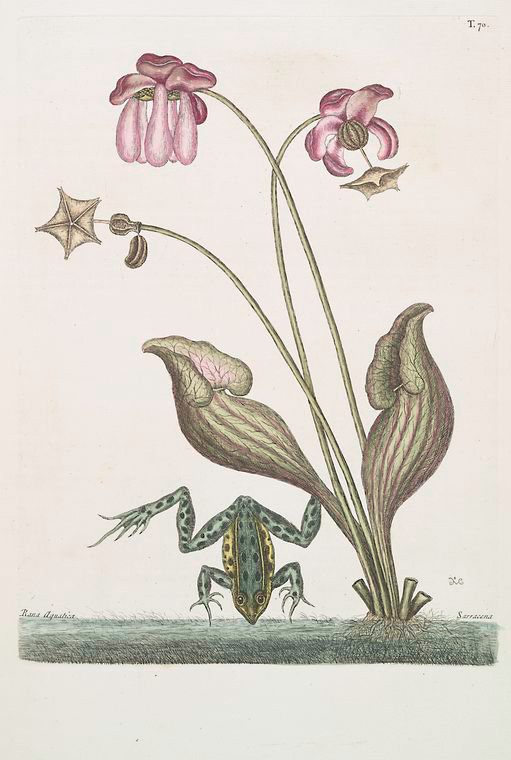
Rana Aquatica The Water-Frog, 1754
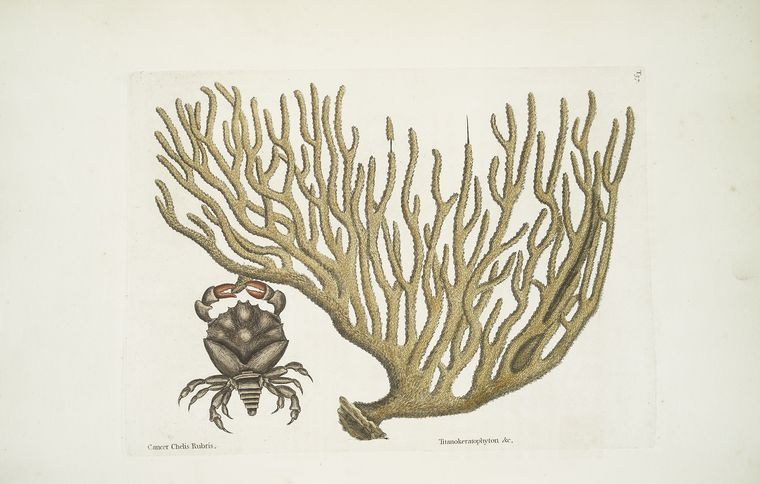
Cance Chelis Rubis, The red-claw Crab; Titanokeratophyton &c. , 1754
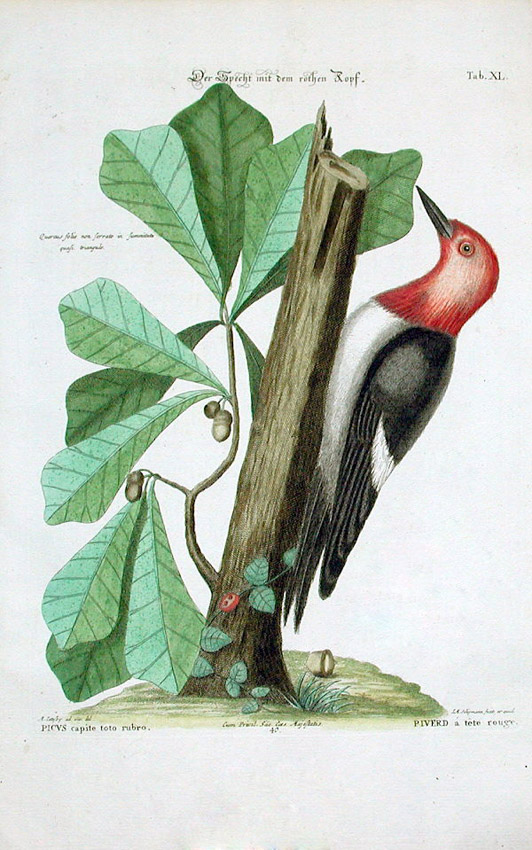
Melanerpes erythrocephalus, 1754
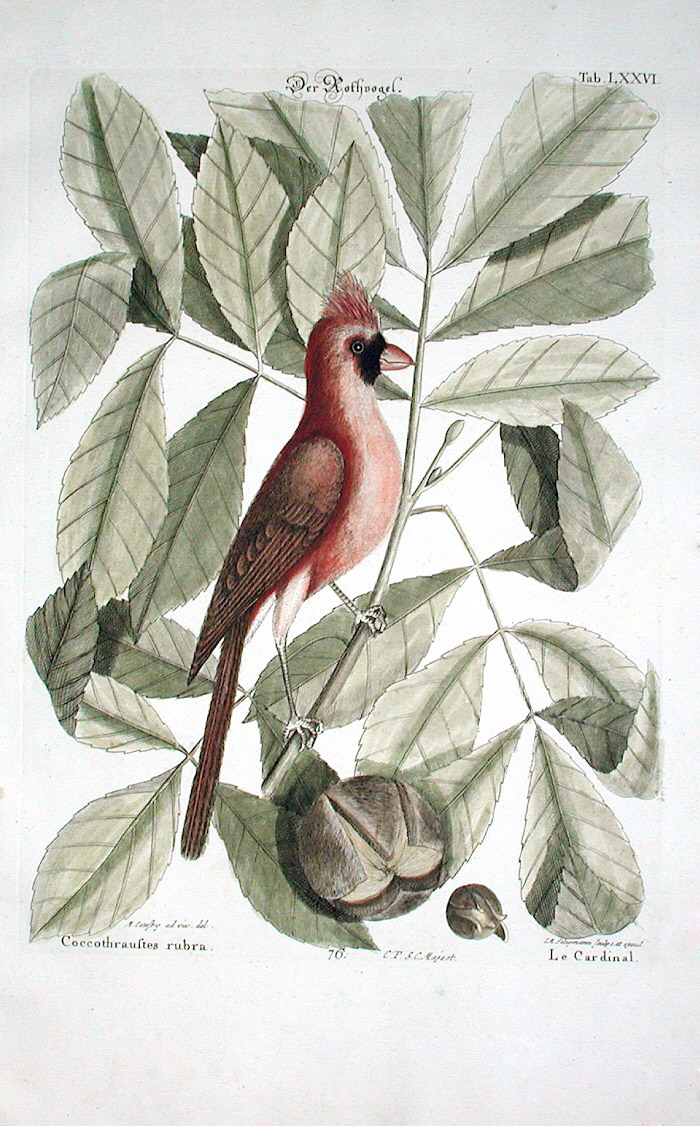
Coccothraustes rubra, 1754
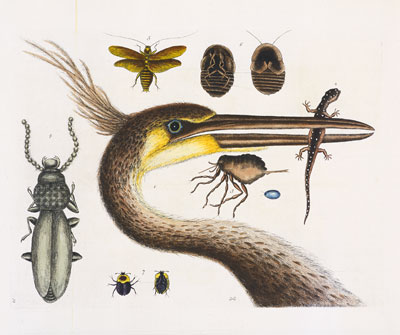
Ardea herodias, 1771